# Staatsinstitut für Schulqualität und Bildungsforschung

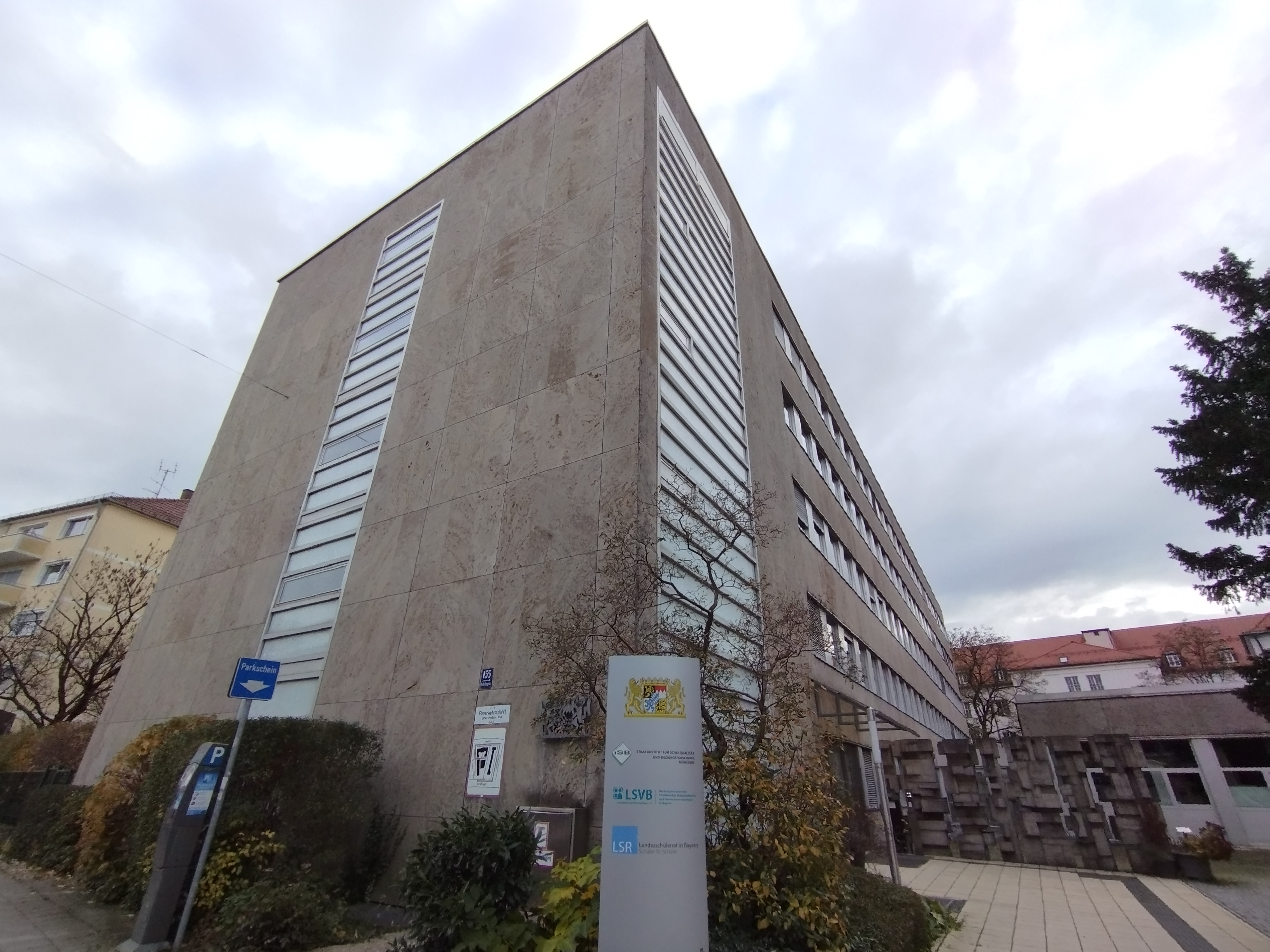
Staatsinstitut für Schulqualität und Bildungsforschung

Das Staatsinstitut für Schulqualität und Bildungsforschung (ISB) ist eine bayerische Einrichtung, die im Auftrag des Bayerischen Kultusministeriums zur qualitativen Verbesserung des Schulwesens in Bayern beitragen soll. Sitz ist München.

## Aufgaben
Ein Ziel des ISB ist, Erkenntnisse der Forschung und die Erfahrungen der Praxis für die Schule nutzbar zu machen. Es unterstützt und berät das Bayerische Staatsministerium für Unterricht und Kultus bei der Weiterentwicklung des gegliederten bayerischen Schulwesens. Die Arbeit des ISB soll allen Schularten zugutekommen.
Das Institut fördert die pädagogische, didaktische und methodische Arbeit der bayerischen Schulen, entwickelt die Lehrpläne aller Schularten, arbeitet an der Erstellung von zentralen Prüfungsaufgaben und Tests mit, unterstützt die innere Schulentwicklung, regt Schulversuche an, begleitet sie und wertet sie aus, macht Erkenntnisse und Inhalte der Medienpädagogik und Mediendidaktik sowie der Informations- und Kommunikationstechnik für die Schule nutzbar, wirkt bei der Lehrerfortbildung mit und arbeitet mit den Einrichtungen der Lehrerfortbildung zusammen.

## Aktuelle Themen
Als Schwerpunkte benennt das ISB (Stand: 2023/24)[veraltet]
- Digitale Lernaufgaben
- Transfer Wissenschaft – Praxis
- Individuelle Förderung (InFö)
- MINT-Förderung
- Bildung für nachhaltige Entwicklung (BNE)
- EU-Bildungsprogramme (Erasmus+)
- BayernCloud Schule (ByCS)

## Struktur
Die Gliederung in vier Schulabteilungen folgt der Struktur des gegliederten bayerischen Schulwesens. Die Grundsatzabteilung, die Medienabteilung sowie die Abteilung BayernCloud Schule IT-Service-Management arbeiten schulartübergreifend. Im Bereich „Zentrale Dienste“ sind zentrale Aufgaben angesiedelt.
In den Schulabteilungen arbeiten besonders qualifizierte Lehrpersonen der jeweiligen Schulart. In der Medienabteilung, der Abteilung BayernCloud Schule IT-Service-Management sowie der Grundsatzabteilung sind neben Lehrkräften verschiedener Schularten unter anderem Mitarbeiter aus den Bereichen Erziehungswissenschaften, Psychologie, Soziologie und Sozialgeographie sowie aus der Datenverarbeitung tätig.

## Geschichte
Die Einrichtung wurde 1966 als „Institut für Gymnasialpädagogik“ gegründet, 1971 wurde sie zum „Staatsinstitut für Schulpädagogik“ mit erweiterter Zuständigkeit für alle Schularten. 1984, nach Integrierung des bis dahin eigenständigen „Staatsinstituts für Bildungsplanung und Bildungsforschung“, war „Staatsinstitut für Schulpädagogik und Bildungsforschung“ der neue Name. Seit der bislang letzten Umbenennung 2003 heißt die Einrichtung „Staatsinstitut für Schulqualität und Bildungsforschung“; damit sollte dem neu gesetzten Aufgabenschwerpunkt Rechnung getragen werden.